# Alexander Kofler
Alexander Kofler (Klagenfurt am Wörthersee, 6 novembre 1986) è un calciatore austriaco, portiere dell'ATUS Velden.
Con 14 presenze è il recordman di presenze del club nelle competizioni europee.